# Pelargoderus sumatranus
Pelargoderus sumatranus är en skalbaggsart som beskrevs av Stefan von Breuning 1935. Pelargoderus sumatranus ingår i släktet Pelargoderus och familjen långhorningar. Inga underarter finns listade i Catalogue of Life.